# Mesterrytteren Thorvald Ellegaard paa Cykelbanen i Ordrup
|  | Denne artikel er oprettet af botten PalnaBot ud fra en ekstern database. Den kan derfor have sproglige fejl eller mangler. Denne skabelon kan fjernes efter kontrol af indholdet. |

Mesterrytteren Thorvald Ellegaard paa Cykelbanen i Ordrup er en dokumentarfilm fra 1913.

## Handling
Cykelsport. Mesterrytteren Thorvald Ellegaard ses ved løb på cykelbanen i Ordrup. Ses sammen med journalisten Anker Kirkeby.